# I grandi successi originali (Marcella Bella)
Marcella Bella - I Grandi Successi Originali è un album raccolta di Marcella Bella, pubblicato nel 2005 dalla BMG Ricordi come volume della serie Flashback - I grandi successi originali. Quest'album fa parte della discografia non ufficiale della cantante italiana.

## Tracce

### CD 1
1. Montagne verdi
2. Rio de Janeiro
3. Mi domando
4. Amici (con Riccardo Fogli)
5. Camminando e cantando
6. Tanti auguri
7. Sotto il vulcano
8. Una sera a New York
9. Verso l'ignoto (con Gianni Bella)
10. Mi mancherai
11. Di notte la città

### CD 2
1. Nell'aria
2. Senza un briciolo di testa
3. Dopo la tempesta
4. Sono immune
5. Per gioco per complicità
6. Nessuno mai
7. Porta pazienza Maria
8. L'ultima poesia (con Gianni Bella)
9. Un canto del Brasile
10. Domani
11. Il colore rosso dell'amore
12. Canto straniero